# Kim Thúy
Kim Thúy, född 19 september 1968 i Saigon i Sydvietnam, är en kanadensisk författare.
Kim Thúy kommer från en välbärgad sydvietnamesisk familj. Hon upplevde Vietnamkriget och Nordvietnams maktövertagare innan hon 1978 med sin familj lämnade landet som båtflykting för att hamna i ett flyktingläger i Malaysia. Familjen lyckades slutligen komma till Montréal, där hon sedan dess bor. Thúy har tagit examen i  juridik och lingvistik vid Université de Montréal. Hon har bland annat verkat som översättare, advokat och krögare.
Kim Thúys debutroman Ru kom ut 2009 och belönades med Governor General's Award samma år. Hon har fått flera andra priser och utmärkelser.

## Biografi
Kim Thúy föddes i en välbärgad familj. Som barn var hon klen, blyg och introvert. Kim Thúy var 10 år när hon med föräldrar och 2 bröder, som många tusentals landsmän, flydde från Saigon via båt. Familjen hamnade i ett UNHCR-flyktingläger i Malaysia och fick efter några månader möjlighet att ta del av Kanadas flyktingåtagande. Familjen slog sig ner i den lilla staden Granby, Quebec.
Kim Thúy har studerat lingvistik, språk och juridik vid Université de Montréal. Hon har arbetat som advokat men också som sömmerska, kassörska, toalettstäderska, kock och översättare.Under några år drev hon en restaurang i Montreal där hon introducerade det vietnamesiska köket.
Kim Thúy är bosatt i Longueuil, Montreal, är gift och har två barn varav det yngsta är autistiskt. Hon har besökt sitt hemland flera gånger bland annat som ledamot av en kanadensisk delegationUnder några år var hon bosatt i Hanoi som FN-anställd.
Kim Thúy skriver på franska och hon debuterade som författare med romanen Ru, 2009. Romanen som har självbiografisk karaktär blev mycket positivt mottagen och renderade flera litterära priser. Även de följande romanerna Mãn och Vi tillvaratar erfarenheter från flyktingskapet.Kim
Thúy har också publicerat Á toi, en brevväxling med Pascal Janovjak, fransk-slovakisk-schweizisk författare,samt en vietnamesisk kokbok.

## Författarskap
Kim Thúys första roman Ru, 2009, är självbiografisk till sin karaktär. I en intervju säger författaren att hon fick impulsen till romanen under sina resor hem från restaurangen som hon då drev. Romanen bygger på erfarenheter från flykten och anpassningen till det nya samhället men också på  hur livet kan gestalta sig med ett autistiskt barn. "Ru" har betydelsen "vaggvisa" eller "att  vagga" på vietnamesiska medan den äldre franska betydelsen är "bäck". I små, korta, poesiliknande texter slingrar sig berättelsen fram och åter mellan minnesbilder från uppväxtåren i Vietnam med den brokiga familjen, tiden i flyktinglägret med dess primitiva levnadsvillkor och anpassningen till livet på en ny kontinent. Smått och stort blandas med humor och allvar.Den senare hälften av romanen är mindre personlig och fokuserar mera på Vietnam under och efter den amerikanska ockupationen.Det finns också avsnitt som tar upp nutida sexturism och utnyttjande av barn.
Romanen fick ett positivt mottagande och översattes snabbt till flera språk. Författaren fick flera priser och utmärkelser.
À toi, 2011 utgörs av brev som utväxlats mellan författarna Kim Thuy och Pascal Janovjak. Förutom sitt författarskap delar de erfarenhet av flykt, Pascal Janovkjaks far var en flykting från Slovakien. Efter en nomadiserande tillvaro bosatte sig Pascal Janovkjak i  Ramallah, Palestina.  De båda författarna möttes som nominerade till  prix Prince Pierre i Monaco 2009. Ett samtal som då påbörjades mellan de två fortsatte som en brevväxling.À toi är inte översatt till svenska.
Romanen Mãn, 2013 har också en tematik som anknyter till flyktingskapet och anpassningen till en ny kultur i ett nytt samhälle. "Mãn" betyder "alla önskningar har gått i uppfyllelse". Liksom debutromanen är Mãn tunn till formatet,med ett enkelt men poetiskt och detaljrikt språk. Mãn föds under krigsåren i Vietnam och omhändertas av nunnor och så småningom en älskad "Maman".  Genom giftermål med en vietnamesisk krögare hamnar hon i Montreal. Där skapar hon rätter som väcker minnen och känslor. Hennes arbete röner framgång inom branschen vilket tar henne till Paris  där hon möter Luc som också är gift och av vietnamesiskt ursprung.
Även romanen Vi, 2016 avspeglar författarens erfarenheter av flyktingskap, Den utgår från beskrivningen av en ung kvinna Bao Vi vars namn betyder "dyrbar, pyttelilla".Som yngst i en syskongrupp av fyra kommer hon som vietnamesisk flykting med sin mor till Quebec, där hon växer upp, studerar och bygger en karriär som advokat. Författaren uppger att en kusin till fadern inspirerade till huvudpersonen. De olika familjemedlemmarna beskrivs kärleksfullt liksom en familjen närstående kvinna Ha som stod Vi nära under uppväxten. Bao Vi återvänder till Vietnam som vuxen och genom en kärleksrelation med fransmannen Vincent lär hon känna sitt forna hemland.
Hitomi är en novell som ingår i serien Novellix Grannar, 2017. Det är en kärlekshistoria som utvecklas mellan en etablerad familjefar och en kvinna på andra sidan gatan och som får sin början när de samtidigt tänder sina skrivbordslampor en kväll. Med "snabba, lätta penseldrag"  skriver författaren "en elegant miniatyr" enligt en recensent. 
Smaker från Vietnam - en familjehemlighet, 2018 är en kokbok som presenterar vietnamesiska familjerecept hämtade från mor och mostrar.Varje recept har sin egen historia.
Em, 2021 handlar om relationen mellan två föräldralösa barn i Vietnam och hur ett stort antal barn evakuerades från Vietnam till USA genom operationen "Babylift" 1975. Em har den dubbla betydelsen "lillasyster" och "lillebror" och kan också tolkas som aime (älska) på franska.

## Svenska översättningar
- Ru (Ru) (översättning Marianne Tufvesson, Sekwa, 2011) ISBN 9789186480103
- Mãn (Mãn) (översättning Marianne Tufvesson, Sekwa, 2013) ISBN 9789186480844
- Vi (Vi) (översättning Ulla Linton, Sekwa, 2016) ISBN 9789187648601
- Hitomi (Hitomi) (översättning Marianne Tufvesson, Novellix, 2017) ISBN 9789175891798
- Smaker från Vietnam - en familjehemlighet (översättning Marianne Tufvesson, Sekwa 2018) ISBN 9789188697509
- Em (Em) (översättning Marianne Tufvesson, Sekwa 2021) ISBN 9789189157156

## Priser och utmärkelser
Hämtat från The Canadian Encyclopedia.
- Grand Prix RTL-Lire (Ru), Paris Salon du livre (2010)
- Grand Prix La Presse, Essay/Practical Books category (Ru), Montreal Salon du livre (2010)
- The Governor General’s Literary Award for French-language fiction (Ru) (2010)
- Grand prix littéraire Archambault (Ru) (2011)
- Mondello Prize for multiculturalism (Premio Modello per la Multiculturalità, Italy) (Ru) (2011)
- Paul-Gérin-Lajoie Award for tolerance, Fondation Ensemble (2013)
- Canada Reads winner (Ru), Canadian Broadcasting Corporation (CBC) (2015)
- Knight of the National Order of Quebec (Ordre national du Québec) (2015)
- 2017 NordSud International Prize (for Il mio Vietnam, the Italian translation of her novel Vi), Pescarabruzzo Foundation (2017)
- Honorary Doctorate, Concordia University (2017)